# Cytostom
Cytostom – jeden z dwóch obszarów błony komórkowej orzęska, na którym nie występują rzęski. Tylko w jego obrębie tworzą się wodniczki pokarmowe i tylko w jego obrębie zachodzi endocytoza. Konieczność występowania cytostomów u orzęsków wynika z bardzo złożonej budowy ich pellikuli, uniemożliwiającej tworzenie się i opróżnianie wodniczek (patrz też: cytopyge) w dowolnym miejscu.
Cytostom posiadają również niektóre wiciowce.